# Lambert-Beers lov
Lambert-Beers lov beskriver, hvordan en opløsnings absorbans {\displaystyle A} afhænger af koncentrationen {\displaystyle c} og vejlængden {\displaystyle l}. Loven lyder
{\displaystyle A=\varepsilon lc}
hvor {\displaystyle \varepsilon } er en konstant.
Jo større koncentrationen er, og jo større afstand rejst, desto mere lys vil altså blive absorberet.